# James Martorano
James Martorano (Somerville, 10 dicembre 1941) è un mafioso statunitense, di origini italiane.
Affiliato alla famiglia Patriarca di Boston aveva anche legami con la banda di italo-irlandesi di Winter Hill Gang, sempre di Boston.
Suo padre era un immigrato proveniente da Riesi, in Sicilia, mentre sua madre era un irlandese-americana casalinga. 
Suo fratello maggiore era il noto sicario John Martorano. La famiglia si trasferì poi a East Milton (Massachusetts).
Nel 1995 fu accusato, insieme ad altre 6 persone, di essere un partecipante attivo nella banda di Winter Hill Gang e nella famiglia Patriarca, fu accusato inoltre di estorsione.